# خماسي كلورو البنزين
خماسي كلورو البنزين هو مركب كيميائي له الصيغة الجزيئية C6HCl5، وهو هيدروكربون عطري مكلور يتكون من حلقة بنزين مستبدلة بخمس ذرات كلور.  
كان خماسي كلورو البنزين يستخدم في السابق صناعياً في مجموعة متنوعة من الاستخدامات، ولكن بسبب أضراره البيئية، لم تعد هناك استخدامات صناعية واسعة النطاق لخماسي كلورو البنزين.
يُعتبر مُركّب خماسي كلورو البنزين ملوثًا عضويًا ثابتًا، لا فإنتاجه محظور عالميًا بموجب اتفاقية ستوكهولم بشأن الملوثات العضوية الثابتة في عام 2009.

## الاستخدامات
استخدم خماسي كلورو البنزين كمادة وسيطة في تصنيع مبيدات الآفات، ولا سيما مبيد الفطريات خماسي كلورو النيتروبنزين.  
يُصنع خماسي كلورو نيترو بنزين الآن عن طريق كلورة النيترو بنزين من أجل تجنب استخدام خماسي كلورو البنزين.
كان خماسي كلورو البنزين ينتج من إضافة خليط من مركبات الكلوروبنزين إلى المنتجات المحتوية على مركبات ثنائي الفينيل متعدد الكلور من أجل تقليل اللزوجة. كما استخدم خماسي كلورو البنزين كمثبط للهب.

## الأثار البيئية
يُعد مُركب خماسي كلورو البنزين ملوثًا عضويًا ثابتًا يسمح بالتراكم الحيوي في السلسلة الغذائية، لذا فهو محظور في الاتحاد الأوروبي منذ عام 2002، كما أُضيف خماسي كلورو البنزين في عام 2009 إلى قائمة المركبات الكيميائية مقيدة الإنتاج والاستخدام بموجب اتفاقية ستوكهولم، وهي معاهدة دولية تقيد إنتاج واستخدام الملوثات العضوية الثابتة.
يُعتبر مُركب خماسي كلورو البنزين شديد السمية بالنسبة للكائنات المائية، ويتحلل عند التسخين أو عند الاحتراق مكونًا أبخرة سامة مسببة للتآكل من بينها أبخرة كلوريد الهيدروجين. وقد يؤدي احتراق خماسي كلورو البنزين أيضًا إلى تكوين ثنائي البنزو ديوكسين متعدد الكلور (الديوكسينات)، وثنائي البنزو فيوران متعدد الكلور.